# Herend
Herend é uma cidade da Hungria, situada no condado de Veszprém. Tem 19,56 km² de área e sua população em 2019 foi estimada em 3.384 habitantes.